# Malaria Consortium
Malaria Consortium est une organisation non-gouvernementale à but non lucratif spécialisée dans le contrôle global du paludisme et d'autres maladies transmissibles - en particulier celles qui touchent les enfants de moins de cinq ans. Son siège social se trouve au Royaume-Uni. Crée en 2003, elle travaille en Afrique et en Asie. Elle est classée par GiveWell comme l'une des quatre organisations au rapport coût-efficacité le plus efficace au monde.

## Organisation
L'organisation travaille en étroite collaboration avec les programmes nationaux de lutte contre le paludisme, l'Organisation mondiale de la santé, ainsi qu'avec les autorités sanitaires des États, des régions et des districts de chaque pays,.
Elle est principalement financée par des dons de fondations philanthropiques et d'individus, comme la fondation Bill-et-Melinda-Gates,, ou Open Philanthropy.

## Actions
Le Malaria Consortium réduit la diffusion du paludisme par un système de chimio-prévention saisonnière recommandé par l'Organisation mondiale de la santé. L'organisation recommande d'administrer ces traitements aux enfants pendant la saison du paludisme, dans les zones où il a un caractère saisonnier. Plus de 25 millions d'enfants âgés de 3 à 59 mois tireraient bénéfice à disposer de cette prévention,.
L'organisation se charge de distribuer les médicaments, forme les professionnels de santé locaux, et surveille les régions où la résistance aux médicaments antipaludéens est élevée,. Elle évalue également l'efficacité de traitements ou de dispositifs de surveillance par le biais d'études publiées dans des revues à comité de lecture,,,.
Elle intervient dans onze pays d'Afrique et d'Asie du Sud-Est.

## Efficacité
GiveWell est un organisme qui évalue les organisations qui font le maximum de bien avec un minimum de moyens. Grâce à son programme de chimio-prévention du paludisme saisonnier, le Malaria Consortium fait partie des neuf organisations au rapport coût-efficacité le plus efficace au monde,,,,.